# Ave Regina caelorum

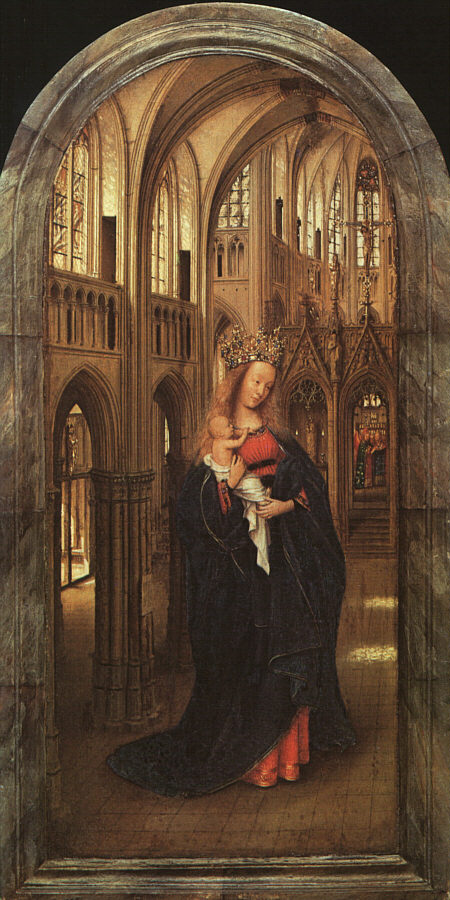
Madonna von Jan van Eyck

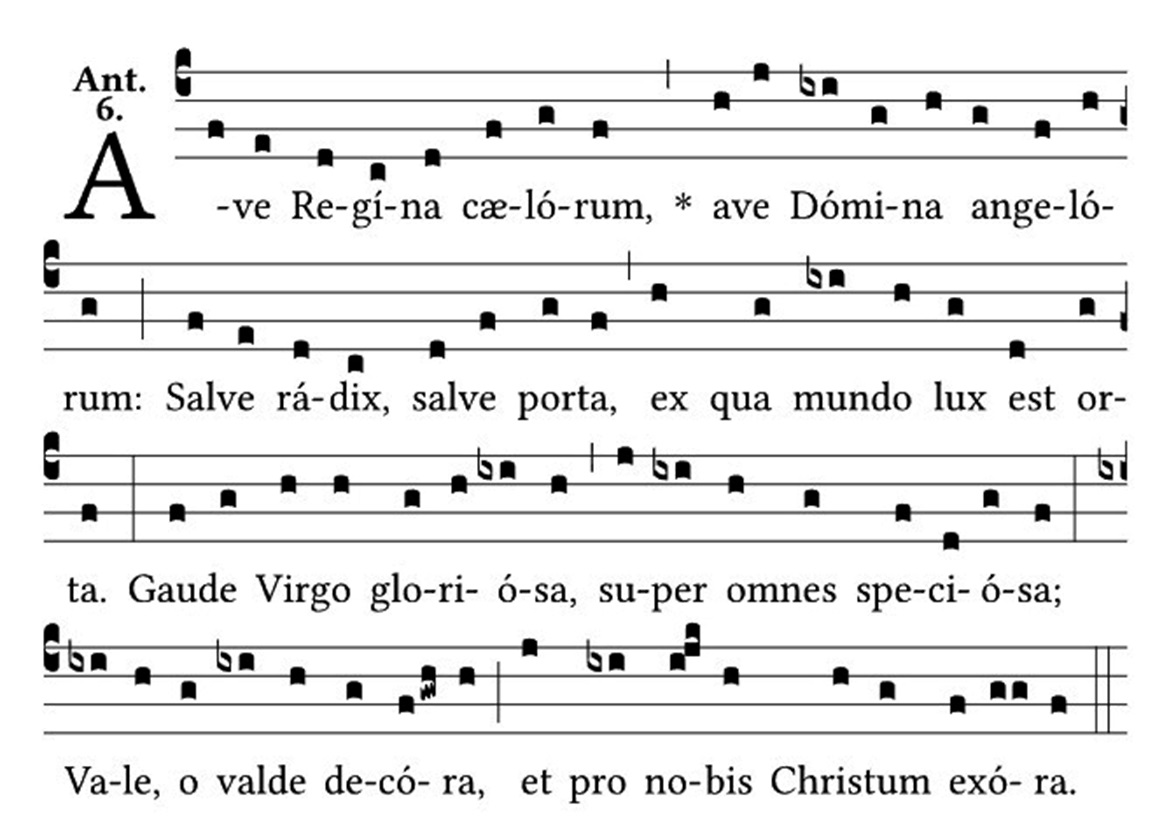
Ave Regina caelorum, gregorianisch

Das Ave Regina caelorum (lat.), in Mittellatein verbreitet auch Ave Regina coelorum geschrieben, ist die marianische Antiphon, die im Stundengebet der katholischen Kirche in der Fastenzeit entweder nach der Vesper oder nach der Komplet gesungen wird – je nachdem, welche dieser beiden Horen die letzte ist, die in Gemeinschaft gefeiert wird. Für die „marianischen Antiphonen“ hat sich die Bezeichnung „Antiphon“ eingebürgert, obwohl es sich eigentlich nicht um antiphonalen Gesang im strengen Sinn, sondern eher um hymnusähnliche Gesänge ohne Bezug zu einem Psalm handelt. Benannt ist die Antiphon nach den ersten drei Worten des lateinischen Textes. Die älteste Textüberlieferung findet sich im Antiphonar der Abtei Saint-Maur-des-Fossés bei Paris aus dem 12. Jahrhundert.
Im Gotteslob ist die Antiphon unter Nummer 666,2 abgedruckt. Im Gotteslob von 1975 war zudem im Stammteil unter Nummer 579 eine deutsche Übertragung aus dem Rottenburger Gesangbuch von 1867 mit einer Melodie von Nikolaus Herman (1562) unter dem Titel Maria, Himmelskönigin enthalten, die teilweise in die Eigenteile des neuen Gotteslobs übernommen wurde.

## Text
Der in zwei- bzw. dreisilbig gereimten akzentrhythmischen paroxytonalen (auf der vorletzten Silbe betonten) Achtsilblern abgefasste Text lautet:
| lateinisch | deutsch |
| --- | --- |
| Ave Regina caelorum, ave Domina Angelorum: Salve radix, salve porta, ex qua mundo lux est orta: Gaude Virgo gloriosa, super omnes speciosa: Vale o valde decora, et pro nobis Christum exora. | Ave, du Himmelskönigin, ave, der Engel Herrscherin. Wurzel, der das Heil entsprossen, Tür, die uns das Licht erschlossen: Freu dich, Jungfrau voll der Ehre, über allen Sel’gen hehre, sei gegrüßt, des Himmels Krone, bitt’ für uns bei deinem Sohne. |

## Edition
- Corpus antiphonalium officii, René-Jean Hesbert (Hrsg.), Rom 1963–1979, Nr. 1542